# Dorcadion koechlini
Dorcadion koechlini là một loài bọ cánh cứng trong họ Cerambycidae.